# Gramophone Company
Das britische Unternehmen Gramophone Company mit Sitz in Hayes (Grafschaft Middlesex, heute London Borough of Hillingdon) wurde 1898 von dem deutsch-amerikanischen Unternehmer und Schallplatten-Pionier Emil Berliner für den europäischen Markt gegründet.

## Unternehmensgeschichte
Das Unternehmen gründete seinerseits als wohl wichtigste Tochtergesellschaft die Deutsche Grammophon-Gesellschaft mit Sitz in Hannover, geleitet von Berliners Bruder Josef. Hannover war der Geburtsort der Brüder. Die ersten Schallplatten der Welt wurden in der dortigen J. Berliner Telephon-Fabrik an der Kniestraße produziert. Zum 1. Januar 1900 wurde die Tochter in eine Aktiengesellschaft umgewandelt. 40 % der Aktien hielten die drei Brüder, 60 % die britische Muttergesellschaft. Im Deutschen Reich kam es nach Beginn des Ersten Weltkriegs zur Enteignung der Muttergesellschaft.
Die Gramophone Company konnte schon recht frühzeitig eine Bildmarke mit dem Hund Nipper vor einem Grammophon sowie der Textzeile His Master’s Voice („Die Stimme seines Herrn“) generieren und etablieren, die zeitweilig zu den bekanntesten der westlichen Welt zählte und auch heute noch genutzt wird, jedoch rechtlich gesehen in zahlreichen Händen liegt, z. B. auch bei RCA und Victor. Einen wichtigen Schritt der technischen Entwicklung spiegelt wider, dass die verwendete künstlerische Vorlage von Francis Barraud zunächst einen Phonographen von Thomas Alva Edison zeigte, der dann aber mit einem Grammophon übermalt wurde. Gesichert ist, dass das Bild mit Copyright im Jahr 1899 für insgesamt 100 Pfund durch das Unternehmen angekauft wurde, um es in Zeitungsannoncen zu verwenden. Später kamen auch Wandtafeln für Verkaufsräume und natürlich die Nutzung auf den Produkten des Unternehmens hinzu. Das Original soll heute noch im Boardroom der EMI in Hayes hängen und die übermalte Stelle deutlich zu erkennen sein. Ein weiteres frühes Markenzeichen des Unternehmens zeigt einen Engel, der auf einer Schallplatte sitzt und mit einer Feder die Rille einritzt. Die beiden Signets wurden auch gleichzeitig verwendet, indem Nipper auf dem Etikett der Platte zu sehen war, der Engel jedoch in die (bei frühen Platten unbespielte) Rückseite eingeprägt war.
Nach dem 1900 erfolgten Erwerb der Rechte der Lambert Typewriter Company hieß die Gesellschaft für einige Jahre Gramophone & Typewriter Ltd.
Nach der Enteignung der deutschen Tochtergesellschaft gründete die Gramophone Company am 8. Mai 1925 in Nowawes bei Potsdam als neue Tochter die Electrola GmbH, die im Dezember 1925 ihre Schallplattenlizenz erhielt. Die Electrola verlegte im September 1953 ihren Sitz nach Köln und entwickelte sich zu einem der wichtigsten Musiklabels in Deutschland. Die Gramophone Company ging mit der Columbia Graphophone Company im März 1931 in der neu gegründeten britischen EMI Group auf, die in späteren Jahrzehnten zu den fünf größten Musiklabels der Welt gehörte.

## Museum
- Musée des ondes Emile Berliner, Montréal, Kanada